# Schwabenheim an der Selz
Schwabenheim an der Selz – miejscowość i gmina w Niemczech, w kraju związkowym Nadrenia-Palatynat, w powiecie Mainz-Bingen, wchodzi w skład gminy związkowej Gau-Algesheim. Leży nad rzeką Selz.

## Współpraca
Miejscowości partnerskie:
- Chambolle-Musigny, Francja
- Minerbe, Włochy
- Schmerbach – dzielnica Emsetal, Turyngia